# Endless Love
Endless Love – piosenka napisana przez Lionela Richiego i pierwotnie nagrana w duecie z Dianą Ross. Utwór został ponownie nagrany przez Luthera Vandrossa i Marię Carey i wydany na singlu w 1994 roku.

## Tło
Piosenka jest uważana za duet „wysokiej klasy” w odniesieniu do Carey (poprzedni „I'll Be There” wykonała z wówczas nieznanym Treyem Lorenzem). Singel został nominowany do 1995 Grammy Awards w nowej kategorii. Columbia Records zamieściło utwór na składance Carey Greatest Hits (2001) oraz na albumie z piosenkami miłosnymi The Ballads.

## Nagrywanie
Tommy Mottola, dyrektor Sony Music zasugerował, aby album Songs Vandrossa stał się albumem z coverami. Album zawierał wersje piosenek „Love The One You're With”, „Always and Forever” i „Killing Me Softly” nagrane przez Vandrossa i kształtował się na główne osiągnięcie w karierze Luthera Vandrossa. Aby lepiej reklamować album po jego wydaniu żona Mottoli, Mariah Carey, zasugerowała, aby Luther nagrał z nią cover „Endless Love” Lionela Richiego i Diany Ross (który przez 9 tygodni był na pierwszym miejscu listy przebojów) i umieścił go na swojej płycie. Pomimo tego, że album Vandrossa zawierał już jeden cover Lionela Richiego („Hello”) to stało się oczywiste, że nagranie duetu z najpopularniejszą wokalistką wytwórni Sony stanie się korzystne dla niego i jego płyty.

## Listy przebojów
„Endless Love” zadebiutował na 31. miejscu listy czasopisma „Billboard” Hot 100 – lepiej niż oryginalna wersja piosenki. W drugim tygodniu na liście znalazł się na 6. miejscu i spodziewano się, że w następnym będzie już na szczycie listy. Niestety piosenka nie przetrwała długo na liście i gdy singel dobił do drugiego miejsca zaczęła stopniowo spadać z wyższych pozycji i wycofywać się z listy. Mimo to, jest to wciąż największy hit Vandrossa i pierwszy Top 10 Lionela Richiego jako pisarza tekstu. Stał się piątym singlem Top 10 Vandrossa i dwunastym takim w dyskografii Carey. Singel znalazł się w pierwszej 40. przez 13 tygodni, a na koniec roku 1994 zdobył 56. miejsce. Był to także postęp w karierze Carey, której poprzedni singel „Anytime You Need a Friend” nie dostał się do pierwszej 10. Singel zdobył status Złotej Płyty (RIAA).
Singel był sukcesem poza Stanami Zjednoczonymi, osiągając pierwsze miejsce na liście w Nowej Zelandii (przez pięć tygodni) oraz w pierwszej piątce w Wielkiej Brytanii, Australii, Irlandii, Holandii i Izraelu. Znalazł się on także w pierwszej 20. w wielu innych państwach świata. Singiel zdobył status Złotej Płyty (ARIA i RIANZ).

## Teledysk i inne wersje
Do piosenki zostały nagrane dwa teledyski: jeden przedstawia Carey i Vandrossa śpiewających w studio nagrań, a drugi to występ na żywo w Royal Albert Hall.
Niektóre wersje piosenki są śpiewane przez samą Carey lub samego Vandrossa.
Piosenka została zaśpiewana przez Johna O’Connela. 
Piosenka została nagrana przez uczestniczkę UK X Factor Laurę White. Pomimo wysokiej oceny sędziów i tego, że Carey bardzo podobał się występ Laury, opuściła ona program.

## Lista utworów
| Maksi singiel CD (Australia, Austria, Stany Zjednoczone) Singiel-kaseta (Stany Zjednoczone) 1. „Endless Love” 2. „Endless Love” (instrumental) 3. „Never Too Much” (na żywo) 4. „Any Love” (na żywo) 5. „She Won’t Talk to Me” (na żywo) Singiel CD (Austria, Stany Zjednoczone) Singiel 7” (Holandia, Stany Zjednoczone) Singiel-kaseta (Wielka Brytania, Stany Zjednoczone) 1. „Endless Love” 2. „Endless Love” (instrumental) Maksi singiel CD (Wielka Brytania) Maksi singiel 12” (Holandia) 1. „Endless Love” 2. „Never Too Much” (na żywo) 3. „Any Love” (na żywo) 4. „She Won’t Talk to Me” (na żywo) | Mini singiel CD (Japonia) 1. „Endless Love” 2. „Endless Love” (tylko Carey) 3. „Endless Love” (tylko Vandross) 4. „Endless Love” (instrumental) Singiel-kaseta (Australia) 1. „Endless Love” 2. „Endless Love” (instrumental) 3. „Never Too Much” (na żywo) 4. „Any Love” (na żywo) |

## Pozycje na listach przebojów
| Kraj              | Lista                     | Pozycja |
| ----------------- | ------------------------- | ------- |
| Stany Zjednoczone | Hot 100                   | 2       |
| Stany Zjednoczone | Hot R&B Singles & Tracks  | 7       |
| Stany Zjednoczone | Adult Contemporary        | 11      |
| Stany Zjednoczone | ARC Weekly Top 40         | 1       |
| Australia         | ARIA Singles Chart        | 2       |
| Austria           | Austria Singles Chart     | 13      |
| Kanada            | Canadian Singles Chart    | 14      |
| Francja           | SNEP                      | 12      |
| Niemcy            | German Singles Chart      | 14      |
| Irlandia          | Irish Singles Chart       | 4       |
| Izrael            | Israeli Singles Chart     | 2       |
| Włochy            | Italian Singles Chart     | 8       |
| Holandia          | Netherlands Singles Chart | 4       |
| Norwegia          | VG-lista                  | 6       |
| Nowa Zelandia     | RIANZ Singles Chart       | 1       |
| Szwecja           | Swedish Singles Chart     | 10      |
| Szwajcaria        | Switzerland Singles Chart | 6       |
| Wielka Brytania   | UK Singles Chart          | 3       |